# Gliese 105
Gliese 105 (GJ 105) és un sistema estel·lar situat en la constel·lació de la Balena. La component principal, Gliese 105 A, té magnitud aparent +5,82, i està separada 165 segons d'arc de Gliese 105 B, de magnitud +11,66, descoberta per Adriaan van Maanen cap a l'any 1938. A la distància de 23,4 anys llum que es troba el sistema, la distància aproximada entre ambdós estels és de 1200 ua.
Gliese 105 A (HD 16160 / HR 753 / LHS 15) és una nana taronja de tipus espectral K3V amb una temperatura efectiva de 4829 K. La seva lluminositat equival al 27 % de la lluminositat solar i el seu radio és un 24 % més petit que el del Sol. Gira sobre si mateixa amb una velocitat de rotació d'almenys 2,9 km/s. La seva abundància relativa de ferro és una mica inferior a la solar ([Fe/H] = -0,16); no obstant això, altres metalls com sodi, magnesi, alumini o silici, són una mica més abundants que en el Sol. Així mateix, el contingut de liti és inferior al del nostre estel. Amb una massa de 0,81 masses solars, no existeix consens quant a la seva edat; un estudi cita 540 milions d'anys com la seva edat més probable —i és en aquest cas un estel jove—, mentre que un altre augmenta aquesta xifra fins als 8600 milions d'anys.
Gliese 105 B (LHS 16) és una nana vermella de tipus M4 amb una temperatura superficial de 3042 K. La seva lluminositat 130 vegades menor que la del Sol i té una massa de 0,266 ± 0,003 masses solars. La seva velocitat de rotació projectada és de 2,4 km/s. És una variable BY Draconis i rep la denominació de variable BX Ceti. Malgrat aquesta variabilitat sembla presentar una activitat cromosfèrica desacostumadament baixa.
El sistema estel·lar es completa amb una tercera component, Gliese 105 C, que orbita al voltant de Gliese 105 A. És una tènue nana vermella de tipus M7V el diàmetre del qual no ha de ser molt major que el de Júpiter. Amb una temperatura superficial de 2600 K, és una de les estrelles de la seqüència principal més fredes que es coneixen, amb una massa amb prou feines suficient per iniciar la fusió nuclear. La distància actual amb Gliese 105 A és de 24 ua; mesures astromètriques realitzades al llarg de diversos anys permeten estimar el seu període orbital en 61,3 anys. Al seu torn, Gliese 105 B emplea gairebé 37.000 a completar una òrbita entorn del parell AC.
L'estel conegut més proper a aquest sistema és GJ 3146, distant 5,6 anys llum.